# Problema d'Einstein
En geometria plana, el problema d'einstein pregunta per l'existència d'una única prototessel·la que per ella mateixa forma un conjunt aperiòdic de prototessel·les, és a dir, una forma que pot tessel·lar l'espai, però sols aperiòdicament. Aquesta forma es anomenada einstein, del joc de paraules alemany ein Stein, que significa "una fitxa". Depenent de les definicions particulars d'aperiodicitat, les especificacions de quins conjunts es poden considerar mosaics i els tipus de regles de coincidència que estan permeses, el problema està obert o resolt. El problema d'einstein pot veure's com una extensió natural de la segona part del divuitè problema de Hilbert, que busca un únic poliedre que cobreixi l'espai euclidià tridimensional, però de manera que cap tessel·lació d'aquest poliedre sigui una figura isoèdrica. Tals tessel·lats no isoèdrics foren trobats per Karl Reinhardt el 1928, però tots ells recobreixen l'espai periòdicament.

## Solucions proposades

La tessel·la de Socolar-Taylor és una solució proposada al problema d'einstein

Un tessel·lat de la família infinita de Smith–Myers–Kaplan–Goodman-Strauss.

El 1988, Peter Schmitt descobrí un únic prototip aperiòdic en l'espai euclidià tridimensional. Si bé cap mosaic d'aquest prototip admet una translació com a simetria, alguns tenen simetria helicoidal. L'operació helicoidal implica una combinació de translació i rotació a través d'un múltiple irracional de π, conseqüentment cap nombre d'operacions repetides produeix una translació pura. Aquesta construcció fou ampliada posteriorment per John Horton Conway i Ludwig Danzer a un prototip aperiòdic convex, el tessel·lat de Schmitt-Conway-Danzer. La presencia de la simetria helicoidal es traduí en una reavaluació dels requisits de no periodicitat. Chaim Goodman-Strauss suggerí que un tessel·lat es consideri fortament aperiòdic si no admet grups cíclics de moviment euclidià com a simetries, i que sols els conjunts de tessel·lats que imposen una aperiodicitat forta s'anomenin fortament aperiòdics, mentre que altres conjunts s'han d'anomenar dèbilment aperiòdics.
El 1996, Petra Gummelt construí una tessel·la decagonal decorada i demostrà que quan es permeten dos tipus de superposicions entre parells de tessel·les, aquestes poden cobrir el pla, però sols de forma no periòdica. Generalment s'entén per tessel·lat un revestiment sense solapaments, motiu pel qual la tessel·la Gummelt no es considera un prototip aperiòdic. Joshua Socolar i Joan Taylor proposaren a principis de 2010 un joc de tessel·les aperiòdic en el pla que consta d'una sola peça, la tessel·la de Socolar-Taylor. Aquesta construcció requereix regles coincidents, regles que restringeixen l'orientació relativa de dos mosaics i que fan referència a les decoracions dibuixades en ells. Aquestes regles s'apliquen a parells de mosaics no adjacents. Alternativament, es pot construir una tessel·la sense decorar sense regles coincidents, però la tessel·la no és connexa. La construcció pot estendre's a un mosaic tridimensional connectat sense regles de coincidència, però aquest mosaic permet mosaics que són periòdics en una direcció, per tant només és dèbilment aperiòdic. A més, el mosaic no està simplement connectat.
L'existència d'un conjunt de mosaics fortament aperiòdic que consisteix en un mosaic connectat sense regles coincidents és un problema sense resoldre. El 2023, David Smith, Joseph Samuel Myers, Craig S. Kaplan i Chaim Goodman-Strauss publicaren una prepublicació demostrant l'existència d'una tessel·la que, conjuntament amb la seva imatge especular, forma un conjunt aperiòdic de prototessel·les. La tessel·la, un "barret" format per vuit copies d'un deltoide de 60º - 90° - 120º - 90° unit aresta amb aresta, és pot generalitzar a una família infinita de tessel·les amb la mateixa propietat aperiòdica. La seva demostració encara ha de passar pel procés de revisió per parell i la subseqüent publicació formal.